# Hesthesis vigilans
Hesthesis vigilans är en skalbaggsart som beskrevs av Francis Polkinghorne Pascoe 1863. Hesthesis vigilans ingår i släktet Hesthesis och familjen långhorningar. Inga underarter finns listade i Catalogue of Life.